# Atlanta Open 2024
Atlanta Open 2024 byl tenisový turnaj na mužském profesionálním okruhu ATP Tour, hraný na tvrdém povrchu Sport Master v Atlantic Station. Třicátý šestý ročník Atlanta Open probíhal mezi 22. a 28. červencem 2024 v georgijské metropoli Atlantě jako druhá část mužské poloviny US Open Series 2024 vrcholící newyorským grandslamem ve Flushing Meadows.
Turnaj dotovaný 841 590 dolary patřil do kategorie ATP Tour 250. Nejvýše nasazeným singlistou se stal čtrnáctý tenista světa Ben Shelton ze Spojených států, kterého po volném losu vyřadil ve druhé fázi kvalifikant Šang Ťün-čcheng. Jako poslední přímý účastník do dvouhry nastoupil 102. hráč žebříčku Jošihito Nišioka, který turnaj vyhrál. V důsledku invaze Ruska na Ukrajinu na konci února 2022 řídící organizace tenisu ATP, WTA a ITF s grandslamy rozhodly, že ruští a běloruští tenisté mohou dále na okruzích startovat, ale do odvolání nikoli pod vlajkami Ruska a Běloruska.
Třetí singlový titul na okruhu ATP Tour vybojoval 28letý Japonec Jošihito Nišioka jako první nenasazený šampion i první narozený mimo Spojené státy a Austrálii. Deblovou trofej, po odvrácení mečbolu ve finále, obhájili Američané Nathaniel Lammons s Jacksonem Withrowem, kteří jako spoluhráči získali sedmý titul.

## Rozdělení bodů a finančních odměn

### Rozdělení bodů
| Soutěž  | Soutěž      | vítězové | finalisté | semifinalisté | čtvrtfinalisté | 16 v kole | 28 v kole | Q  | Q2 | Q1 |
| ------- | ----------- | -------- | --------- | ------------- | -------------- | --------- | --------- | -- | -- | -- |
| dvouhra | [ 1 ] [ 6 ] | 250      | 165       | 100           | 50             | 25        | 0         | 13 | 7  | 0  |
| čtyřhra | [ 7 ]       | 250      | 150       | 90            | 45             | 0         | —         | —  | —  | —  |

Vysvětlivky
1. ↑  Nasazení s volným losem do druhého kola v případě prohry neobdrželi žádné body.'"`UNIQ--ref-00000016-QINU`"'

### Finanční odměny
| Soutěž                                | Soutěž      | vítězové  | finalisté | semifinalisté | čtvrtfinalisté | 16 v kole | 28 v kole | Q2      | Q1      |
| ------------------------------------- | ----------- | --------- | --------- | ------------- | -------------- | --------- | --------- | ------- | ------- |
| dvouhra                               | [ 1 ] [ 6 ] | 114 970 $ | 67 070 $  | 39 435 $      | 22 850 $       | 13 270 $  | 8 110 $   | 4 055 $ | 2 210 $ |
| čtyřhra                               | [ 7 ]       | 39 950 $  | 21 380 $  | 12 530 $      | 7 000 $        | 4 130 $   | —         | —       | —       |
| částky ve čtyřhře jsou uvedeny na pár |             |           |           |               |                |           |           |         |         |

## Mužská dvouhra

### Nasazení
| Stát                             | Hráč                        | ATP | Nasazení |
| -------------------------------- | --------------------------- | --- | -------- |
| USA                              | Ben Shelton                 | 14. | 1.       |
| Francie                          | Adrian Mannarino            | 25. | 2.       |
| USA                              | Frances Tiafoe              | 30. | 3.       |
| Austrálie                        | Jordan Thompson             | 40. | 4.       |
| Španělsko                        | Alejandro Davidovich Fokina | 41. | 5.       |
| Srbsko                           | Miomir Kecmanović           | 47. | 6.       |
| USA                              | Brandon Nakashima           | 53. | 7.       |
| Austrálie                        | Max Purcell                 | 64. | 8.       |
| Žebříček ATP k 15. červenci 2024 |                             |     |          |

### Jiné formy účasti
Následující hráči obdrželi divokou kartu do hlavní soutěže:
- Alejandro Davidovich Fokina
- Andres Martin
- Denis Shapovalov

Následující hráč obdržel zvláštní výjimku:
- Reilly Opelka

Následující hráči postoupili z kvalifikace:
- Mattia Bellucci
- Billy Harris
- Zachary Svajda
- Šang Ťün-čcheng

Následující hráči postoupili z kvalifikace jako šťastní poražení:
- Harold Mayot
- Adam Walton
- J. J. Wolf

### Odhlášení
před zahájením turnaje
- James Duckworth → nahradil jej  Arthur Cazaux
- Lloyd Harris → nahradil jej  Adam Walton
- Thanasi Kokkinakis → nahradil jej  Harold Mayot
- Constant Lestienne → nahradil jej  J. J. Wolf
- Giovanni Mpetshi Perricard → nahradil jej  Max Purcell

## Mužská čtyřhra

### Nasazení
| Stát                                                                        | Hráč              | Stát      | Hráč               | ATP  | Nasazení |
| --------------------------------------------------------------------------- | ----------------- | --------- | ------------------ | ---- | -------- |
| Austrálie                                                                   | Max Purcell       | Austrálie | Jordan Thompson    | 42.  | 1.       |
| USA                                                                         | Nathaniel Lammons | USA       | Jackson Withrow    | 56.  | 2.       |
| Spojené království                                                          | Julian Cash       | USA       | Robert Galloway    | 75.  | 3.       |
| Ekvádor                                                                     | Diego Hidalgo     | Austrálie | John-Patrick Smith | 126. | 4.       |
| Žebříček ATP k 15. červenci 2024; číslo je součtem umístění obou členů páru |                   |           |                    |      |          |

### Jiné formy účasti
Následující páry obdržely divokou kartu do hlavní soutěže:
- Keshav Chopra /  Andres Martin
- Brandon Nakashima /  Bryce Nakashima

Následující páry nastoupily z pozice náhradníků:
- Rithvik Čoudary Bollipalli /  Niki Kalijanda Půnača
- Hans Hach Verdugo /  Adrian Mannarino
- Tristan Schoolkate /  Adam Walton

### Odhlášení
před zahájením turnaje
- Harri Heliövaara /  Henry Patten → nahradili je  Ryan Seggerman /  Patrik Trhac
- Thanasi Kokkinakis /  Frances Tiafoe → nahradili je  Tristan Schoolkate /  Adam Walton
- Constant Lestienne /  Šang Ťün-čcheng → nahradili je  Rithvik Čoudary Bollipalli /  Niki Kalijanda Půnača
- Rafael Matos /  Marcelo Melo → nahradili je  Hans Hach Verdugo /  Adrian Mannarino

## Přehled finále

### Mužská dvouhra
- Jošihito Nišioka vs.  Jordan Thompson, 4–6, 7–6(7–2), 6–2

### Mužská čtyřhra
- Nathaniel Lammons /  Jackson Withrow vs.  André Göransson /  Sem Verbeek, 4–6, 6–4, [12–10]